# Стеццано
Стеццано (італ. Stezzano) — муніципалітет в Італії, у регіоні Ломбардія, провінція Бергамо.
Стеццано розташоване на відстані близько 480 км на північний захід від Рима, 45 км на північний схід від Мілана, 6 км на південь від Бергамо.
Населення — 13 019 осіб (2014).
Щорічний фестиваль відбувається 24 червня. Покровитель — святий Іван Хреститель.

## Демографія
Населення за роками:

Станом на 1 січня 2023 року в муніципалітеті офіційно проживало 1214 іноземців з 72 країн, серед них 238 громадян країн Євросоюзу та 52 громадяни України.

## Сусідні муніципалітети
- Аццано-Сан-Паоло
- Бергамо
- Комун-Нуово
- Дальміне
- Лалліо
- Левате
- Цаніка